# Аманда Рісон
Аманда Рісон (англ. Amanda Reason, 22 серпня 1993) — канадська плавчиня.
Учасниця Олімпійських Ігор 2012 року.